# Giełuże
Giełuże (lit. Gilužiai) − wieś na Litwie, w rejonie wileńskim, 1 km na południowy zachód od Awiżenii, zamieszkana przez 27 ludzi. Przed II wojną światową w Polsce, w powiecie wileńsko-trockim województwa wileńskiego.